# Mikołaj Działyński (wojewoda chełmiński)
Mikołaj Działyński herbu Ogończyk (ur. ok. 1540, zm. 24 listopada 1604 w Bratian) – wojewoda chełmiński i senator od 1584 do 1602, starosta bratiański.

## Życiorys
W 1582 roku został starostą bratiańskim. Od 1584 roku pełnił urząd wojewody chełmińskiego, którym pozostał do śmierci. Z racji funkcji był także senatorem.